# Сербско-черногорско-турецкая война
Сербско-черногорско-турецкая война — война 1875—1878 годов между княжествами Сербия и Черногория, с одной стороны, и Османской империей, с другой стороны. Славянские княжества вступили в конфликт с целью оказания поддержки восставшим сербам в Боснии и Герцеговине. Состояла из четырёх войн:
- Боснийско-герцеговинское восстание (1875—1877),
- Сербско-турецкая война (1876—1877),
- Черногорско-турецкая война (1876—1878),
- Сербско-турецкая война (1877—1878).

С 1877 года фактически велась против общего противника вместе с русско-турецкой войной (1877—1878).